# Apatía política
En ciencia política, la apatía política es una falta de interés o apatía hacia la política. Esto incluye la apatía electoral, la apatía por la información y la falta de interés en las elecciones, los eventos políticos, las reuniones públicas y el voto. La apatía electoral es la falta de interés de los votantes en las elecciones de las democracias representativas. La apatía política o la falta de interés a menudo se citan como una causa de la baja participación electoral entre las personas habilitadas para votar en jurisdicciones donde el voto es voluntario. Este fenómeno ocurre en cierta medida en todos los países o entidades donde los ciudadanos pueden votar. La apatía política ha llevado a una mayor preocupación con respecto a las democracias representativas porque los resultados de las elecciones no abarcan a toda la población habilitada para votar. La apatía política está relacionada con la eficacia política, esto es, la confianza del votante en su capacidad de influir en la política.

## Causas
Una de las causas de la apatía política puede ser la alienación política, que se define como "la sensación de que los votantes sienten que el sistema político no funciona para ellos y cualquier intento de influir en él será un ejercicio infructuoso". La alienación política puede confundirse con la apatía política. A veces, los votantes alienados se preocupan por una elección, pero se sienten "extraños o descontentos con el sistema o de alguna manera excluidos del proceso político".
También puede serla la fatiga electoral, cuando las elecciones se realizan con demasiada frecuencia. La fatiga electoral se define como "la apatía que el electorado puede experimentar bajo ciertas circunstancias, una de las cuales podría ser que se les exija votar con demasiada frecuencia".
Junto con esas dos causas principales, la apatía política puede ser provocada por sentirse incómodo con las opciones posibles, no poder votar debido a barreras legales o logísticas, sentirse abrumado por cuestiones personales o tener problemas de registro electoral. Otras causas de la apatía política son:
- El voto desperdiciado, cuando un votante no recibe representación en el resultado final de la elección.
- El voto estratégico, donde el sistema electoral incentiva a votar por una opción menos preferida para evitar un resultado no deseado.
- La corrupción política, donde los funcionarios del gobierno usan la política para obtener ganancias privadas ilegítimas.
- La información falsa o desinformación política, en parte aportada por el spin político[16] y las plataformas de redes sociales.
- El principio del mal menor en sistemas bipartidistas.

## Posibles soluciones
Las reformas electorales que reducen el "voto desperdiciado", reducen las barreras de entrada para nuevos partidos políticos, aumentan la proporcionalidad y reducen el presidencialismo pueden reducir la apatía política.
Otra posible solución a la apatía política en la generación más joven es reducir la edad para votar para aumentar el sufragio juvenil, y aumentar la educación cívica. También, la democracia deliberativa basada en el sorteo podría ser una solución a la alienación política de los votantes.
En el caso de las redes sociales, para las elecciones presidenciales de Estados Unidos de 2016, Facebook implementó recordatorios para registrarse para votar en la plataforma. Varios funcionarios electorales afirmaron que estos esfuerzos aumentaron significativamente el registro de votantes.